# Relaciones Dominica-Venezuela
Las relaciones Dominica-Venezuela se refieren a las relaciones internacionales que existen entre Dominica y Venezuela.

## Historia
Durante varias décadas, Dominica reclamó la soberanía sobre las Islas de Aves en el mar Caribe, y en 2001 efectuó una reclamación sobre la isla, a la que consideraba como parte de su territorio, pero para 2006 aceptó formalmente estatus reconocido internacionalmente.
El 5 de junio de 2018, Dominica votó en contra de una resolución de la Organización de Estados Americanos (OEA) aprobada en la cuarta sesión plenaria de la 48° Asamblea General en la cual se desconocen los resultados de las elecciones presidenciales del 20 de mayo, donde se proclamó como ganador a Nicolás Maduro.
Dominica volvió a mostrar su respaldo a Nicolás Maduro el 10 de enero de 2019 al votar en contra nuevamente de una resolución del Consejo Permanente de la OEA en la que se desconocía la legitimidad del nuevo periodo presidencial de Maduro.